# Võ Tiến Trung
Võ Tiến Trung (sinh ngày 21 tháng 12 năm 1954) là một sĩ quan cấp cao trong Quân đội nhân dân Việt Nam, hàm Thượng tướng. Ông là Phó Giáo sư, Tiến sĩ và từng đảm nhiệm chức vụ đại biểu Quốc hội Việt Nam khóa XII, Ủy viên Trung ương Đảng khóa XI, Ủy viên Quân ủy Trung ương giai đoạn 2011–2016, Giám đốc Học viện Quốc phòng Việt Nam.

## Tiểu sử
Võ Tiến Trung sinh ngày 21 tháng 12 năm 1954, quê quán tại xã Đại Cường, huyện Đại Lộc, tỉnh Quảng Nam. Ông được kết nạp vào Đảng Cộng sản Việt Nam ngày 16 tháng 12 năm 1977.
Năm 1974, Võ Tiến Trung theo học tại Trường Sĩ quan Đặc công và tốt nghiệp năm 1977, sau khi tốt nghiệp, ông được phân công làm giáo viên khoa Chiến thuật của trường. Năm 1979, ông theo học tại Học viện Lục quân. Năm 1985, ông được phân công đảm nhiệm Trợ lý Phòng Tác chiến, Bộ Tham mưu Quân khu 5. Đến năm 1990, ông được bổ nhiệm giữ chức Phó Trung đoàn trưởng kiêm Tham mưu trưởng Trung đoàn 143, Sư đoàn 315, Quân khu 5. Năm 1993, ông học chỉ huy tham mưu trung cấp tại Học viện Quốc phòng. Năm 1996, ông được phân công giữ chức Phó Sư đoàn trưởng kiêm Tham mưu trưởng Sư đoàn 315, Quân khu 5. Năm 1999, ông được bổ nhiệm giữ chức Sư đoàn trưởng Sư đoàn 315, Quân khu 5. Năm 2004, ông được bổ nhiệm giữ chức Phó Tư lệnh Quân khu 5. Sau khi nhậm chức Phó Giám đốc Học viện Quốc phòng vào năm 2009, năm 2010, ông được bổ nhiệm giữ chức Giám đốc Học viện Quốc phòng. Năm 2014, ông cùng các sĩ quan Phạm Xuân Hùng, Lương Cường và Mai Quang Phấn được thăng hàm Thượng tướng.

## Lịch sử thụ phong quân hàm
| Năm thụ phong | 1977     | 1980      | 1983   | 1987     | 1991     | 1995      | 1999   | 2004        | 2009        | 2014         |
| ------------- | -------- | --------- | ------ | -------- | -------- | --------- | ------ | ----------- | ----------- | ------------ |
| Quân hàm      |          |           |        |          |          |           |        |             |             |              |
| Cấp bậc       | Trung úy | Thượng úy | Đại úy | Thiếu tá | Trung tá | Thượng tá | Đại tá | Thiếu tướng | Trung tướng | Thượng tướng |

## Khen thưởng
- Anh hùng Lực lượng vũ trang nhân dân.
- Huân chương Chiến công giải phóng hạng Nhì.[4]
- Huân chương Chiến thắng hạng Nhất, Nhì.
- Huân chương Quân công giải phóng hạng Nhất, Nhì, Ba.
- Huân chương Chiến công hạng Nhất, Nhì, Ba.
- Huân chương Chiến sĩ giải phóng hạng Nhất, Nhì, Ba.
- Huân chương Chiến sĩ vẻ vang hạng Nhất, Nhì, Ba.
- Huy chương Quân kỳ quyết thắng.